# Ali Farzat
Ali Farzat (Arabisch: علي فرزات) (Hama, 22 juni 1951), is een Syrisch cartoonist. Hij leverde meer dan 15.000 spotprenten aan Syrische, Arabische en internationale kranten. Van 2000 tot 2003 was hij eigenaar en redacteur van al-Domari, het eerste onafhankelijke tijdschrift in Syrië sinds de Ba'ath-partij aan de macht kwam. Hij staat aan het hoofd van de Arabische Cartoonisten Organisatie.

## Carrière
Zijn eerste professionele tekening verscheen op de voorpagina van al-Ayyam toen Farzat veertien jaar oud was, kort voordat deze krant werd verboden door de regerende Ba'ath-partij. In 1969 begon hij karikaturen te tekenen voor de staatskrant al-Thawra. Het jaar erop, in 1970, begon hij zijn studie in Schone Kunsten aan de Universiteit van Damascus, maar verliet deze zonder diploma in 1973.
In de jaren zeventig ging hij naar een andere staatskrant, Tishreen, waar zijn cartoons dagelijks verschenen. Internationale erkenning volgde toen hij in 1980 de eerste prijs won op het Intergraphic International Festival in Berlijn en zijn tekeningen verschenen in het Franse nieuwsblad Le Monde.
Zijn tentoonstelling in 1989 in het Institut du monde arabe in Parijs kwam hem op een doodsbedreiging te staan van Saddam Hoessein en een verbod van zijn werk in Irak, Jordanië en Libië. De prent die de meeste controverse teweegbracht, heette De generaal en de versierselen en vertoont een generaal die versierselen uitdeelt in plaats van voedsel aan een hongerende Arabische burger.
In zijn doorgaans tekstloze cartoons neemt Farzat de bureaucratie, corruptie en hypocrisie van de regering en de welvarende elite op de hak. Zijn soms vernietigende kritiek richt hij op types en niet zozeer op specifieke personen.
In december 2000 richtte hij al-Domari (de Lantaarnontsteker) op, het eerste onafhankelijke tijdschrift in Syrië sinds de Ba'ath-partij in 1963 aan de macht kwam. Het tijdschrift was gebaseerd op politiek getinte satire en kende een stijl die veel weg had van het Franse tijdschrift Le Canard enchaîné. Van de eerste editie was in 2001 de gehele oplage van 50.000 exemplaren in minder dan vier uur tijd uitverkocht. Zijn werk leverde hem in 2002 een Prins Claus Prijs op, maar in 2003 zag hij zich niettemin genoodzaakt te stoppen met de uitgifte van al-Domari, vanwege de veelvuldige censuur van de regering en een tekort aan financiële middelen.
In 2011, tijdens de protesten in Syrië van 2011, werd hij opgepakt door een van de veiligheidsdiensten en in elkaar geslagen. Hij belandde daarna in het ziekenhuis. Dit jaar werd hem ook de Sacharovprijs door het Europees Parlement toegekend.

## Collecties
- A Pen of Damascus Steel (2005)